# Papilomatóza jelenovitých

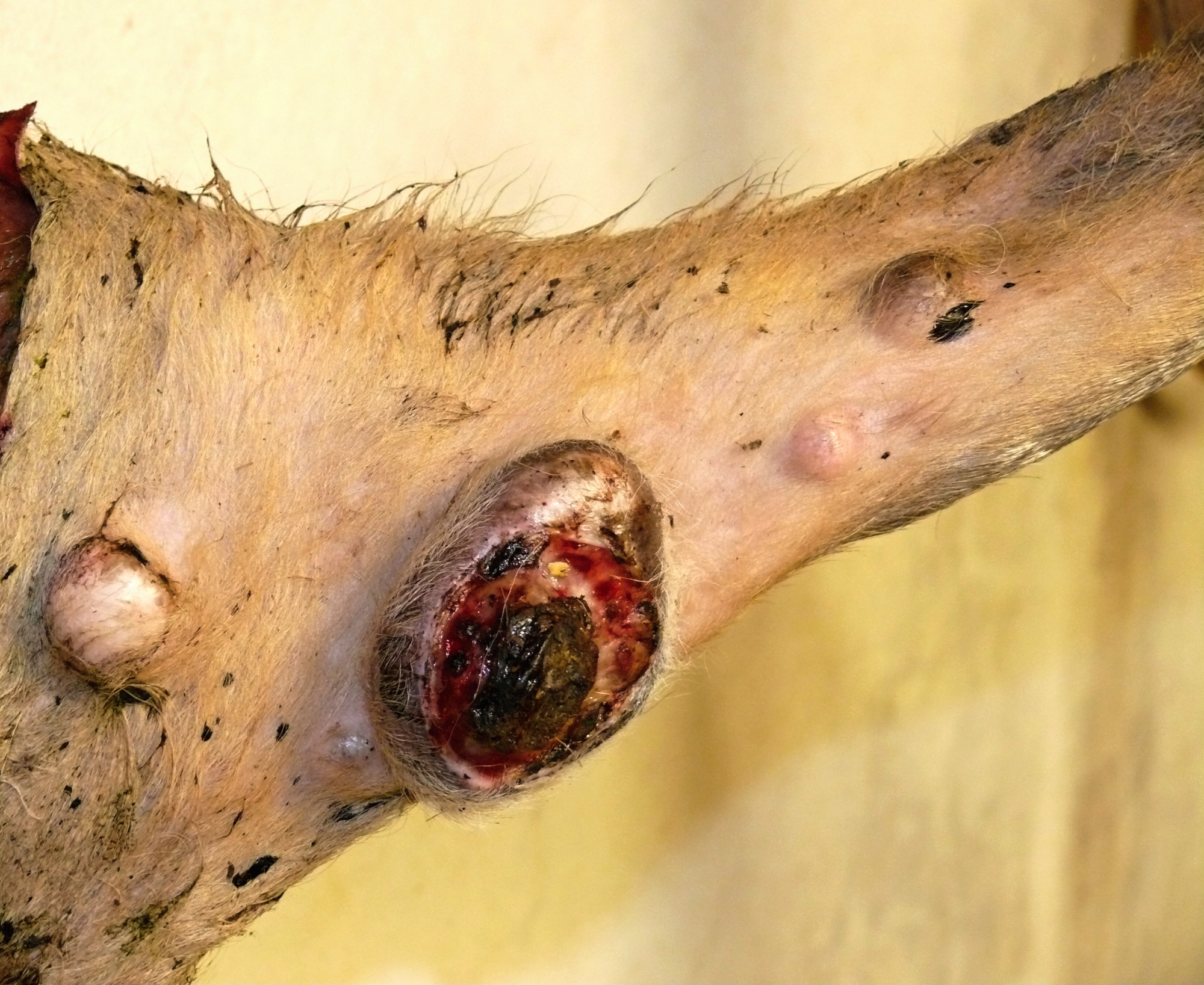
Papilomatóza u srnce obecného - vnitřní stěna zadní končetiny

Za původce papilomatózy (též fibropapilomatózy či fibromatózy) u zvěře čeledi jelenovitých (Cervidae) jsou považovány papilomaviry z rodu delta-papilomavirů specifické pro přežvýkavce. Hlavní charakteristikou těchto papilomavirů je, že způsobují vývin kožních papilomů. Podle klasifikace nádorů však tyto papilomy nepatří mezi kožní novotvary, ale mezi nádory mající svůj původ v podkoží. 
Z pohledu některých zahraničních autorů je možné papilomatózu u jelenovité zvěře považovat za fibromatózu papilomavirového původu.
Nádory u srnčí zvěře v České republice se vyskytují převážně na končetinách, břiše a podbřišku, řidčeji na hlavě nebo na krku. Počet makroskopicky zjištěných nádorů se pohybuje v ozmezí 1 – 156 útvarů s maximální velikostí 12 x 19 cm. Na povrchu jsou světlé nebo šedě až šedočerně zbarvené. Na řezné ploše jsou bílé případně narůžovělé. Konzistence je elastická až tuhá. Extrémním případem je srnec ulovený na Slovensku o hmotnosti 12 kg (bez hlavy po vyvrhnutí) s nádorem v podbřišku o hmotnosti 1080 gramů. 

## Přenos
Tato choroba je přenášena krevsajícím (hematofágním či sangvivorním) hmyzem, přímým kontaktem infikovaných zvířat nebo kontaminovanými předměty, které mohou traumatizovat kůži. Papilomaviry napadající jelenovitou zvěř nejsou na člověka přenosné. Člověk tedy není ohrožen. 

## Ohrožená zvěř
Z čeledi Cervidae bylo onemocnění popsané u jelena evropského (Cervus elaphus), srnce obecného (Capreolus capreolus), daňka skvrnitého (Dama dama), jelence běloocasého (Odocoileus virginianus), jelence ušatého (Odocoileus hemionus), jelena siky (Cervus nippon), soba polárního (Rangifer tarandus), losa evropského (Alces alces) a některých dalších.

## Rozšíření
Nemoc byla u jelenovitých v Evropě popsaná kromě České republiky též na Slovensku, v Maďarsku, Španělsku, Německu, Francii, Velké Británii, Portugalsku, Švédsku, Slovinsku, Chorvatsku a Rakousku. Zřejmě se ale vyskytuje i jinde.

## Léčba a prevence
Léčba napadené zvěře žijící ve volnosti nepřichází zatím v úvahu.
Další šíření se v současnosti omezuje odstřelem a bezpečnou likvidací kůže s útvary papilomatózy. Za tímto účelem státní správa myslivosti povoluje odstřel mimo dobu lovu.